# Oren Long
Oren Ethelbirt Long (né le 4 mars 1889 à Altoona est un sénateur démocrate d'Hawaï au Congrès des États-Unis de 1959 à 1963. Deux années après son retrait du sénat il meurt d'une crise cardiaque le 6 mai 1965 à Honolulu (Hawaï).